# 布恰奇基
48°32′12″N 25°17′35″E / 48.53667°N 25.29306°E
布恰奇基（烏克蘭語：Бучачки），是烏克蘭西部的村莊，隸屬伊萬諾-弗蘭科夫斯克州的科洛梅亞區。該村面積1.8平方公里，2001年人口704，人口密度每平方公里391.1人。